# Грабовец (Кабардино-Балкария)
Гра́бовец — хутор в Прохладненском районе Кабардино-Балкарской Республики. Входит в состав муниципального образования «Сельское поселение Благовещенка».

## География
Хутор расположен в юго-западной части Прохладненского района. Находится в 27 км к юго-западу от районного центра Прохладный и в 53 км к северо-востоку от города Нальчик (по дороге).
Граничит с землями населённых пунктов: Баксанёнок на западе, Благовещенка и Минский на северо-востоке.
Населённый пункт расположен на наклонной Кабардинской равнине, в равнинной зоне республики. Средние высоты на территории хутора составляют 305 метров над уровнем моря. Рельеф местности представляет собой в основном предгорные волнистые равнины с общим уклоном с юго-запада на северо-восток. К юго-западу от хутора тянутся бугристые возвышенности.
Гидрографическая сеть на территории сельского поселения представлена в основном реками Баксанёнок протекающая к северу от хутора, а также реками Новая Нахаловка и Гедуко, протекающие к югу от населённого пункта. К северу от хутора расположен искусственный водоём, который ныне в большинстве своём заросла и продолжает деградировать. Благодаря близкому залеганию грунтовых вод к поверхности земли, селение высоко обеспечена водой.
Климат влажный умеренный, с тёплым летом и прохладной зимой. Амплитуда температуры воздуха колеблется от средних +23,0°С в июле, до средних -2,5°С в январе. Среднегодовая температура составляет +10,5°С. Среднегодовое количество осадков составляет около 600 мм. Основное количество осадков выпадает в период с апреля по июнь.

## История
В 1902 году кабардинский князь Тыжев, продал в аренду кусок своей земли богатому предпринимателю из Херсонской губернии — овцеводу Грабовцу. Помещик вскоре разорился и продал свою землю переселенцам из Полтавской губернии. Основанный же переселенцами населённый пункт был назван первопоселенцами — хутор Грабовец.
Изначально хутор находился в административно-территориальном ведении села Тыжево.
В 1924 году хутор включён в состав новообразованного Первомайского сельсовета (ныне сельское поселение Благовещенка).

## Население
| 2002 | 2010 | 2021 |
| ---- | ---- | ---- |
| 196  | ↗213 | ↘160 |

Национальный состав
По данным Всероссийской переписи населения 2002 года, 85 % населения хутора составляли русские.

По данным Всероссийской переписи населения 2021 года:
| Народ      | Численность, чел. | Доля от всего населения, % |
| ---------- | ----------------- | -------------------------- |
| русские    | 130               | 81,25 %                    |
| кабардинцы | 18                | 11,25 %                    |
| черкесы    | 4                 | 2,50 %                     |
| армяне     | 4                 | 2,50 %                     |
| балкарцы   | 3                 | 1,88 %                     |
| мордва     | 1                 | 0,62 %                     |
| всего      | 160               | 100,0 %                    |

Половозрастной состав
По данным Всероссийской переписи населения 2010 года:
| Возраст     | Мужчины, чел. | Женщины, чел. | Общая численность, чел. | Доля от всего населения, % |
| ----------- | ------------- | ------------- | ----------------------- | -------------------------- |
| 0 — 14 лет  | 10            | 19            | 29                      | 13,6 %                     |
| 15 — 59 лет | 84            | 65            | 149                     | 70,0 %                     |
| от 60 лет   | 12            | 23            | 35                      | 16,4 %                     |
| Всего       | 106           | 107           | 213                     | 100,0 %                    |

Мужчины — 106 чел. (49,8 %). Женщины — 107 чел. (50,2 %).
Средний возраст населения — 35,9 лет. Медианный возраст населения — 33,7 лет.
Средний возраст мужчин — 35,4 лет. Медианный возраст мужчин — 33,3 лет.
Средний возраст женщин — 36,4 лет. Медианный возраст женщин — 34,1 лет.

## Инфраструктура
- Фельдшерско-акушерский пункт — ул. Красноармейская, 2/1.

Основные объекты социальной инфраструктуры расположены на территории хутора (микрорайона) — Ново-Осетинский.

## Улицы
На территории хутора зарегистрировано всего 2 улицы:

| Красноармейская |

| Степная |